# Christine Homme
Christine Homme (* 8. Oktober 1990 in Oslo, Norwegen) ist eine ehemalige norwegische Handballspielerin, die dem Kader der norwegischen Nationalmannschaft angehörte.

## Karriere
Homme  spielte anfangs bei Nordstrand IF und wechselte im Jahr 2012 zum norwegischen Erstligisten Stabæk Håndball. Im Februar 2014 verließ die Rückraumspielerin Stabæk Håndball und schloss sich dem Ligakonkurrenten Oppsal IF an. Homme zog sich im Sommer 2015 einen Kreuzbandriss zu, woraufhin sie ein Jahr pausieren musste. Im Jahr 2017 verließ sie Oppsal.
Homme gehörte dem Kader der norwegischen Jugend- und Juniorinnenauswahl an. Mit der Juniorenauswahl gewann sie die Goldmedaille bei der U-19-Europameisterschaft 2009 und bei der U-20-Weltmeisterschaft 2010. Zwischen 2010 und 2015 bestritt sie vier Länderspiele für die norwegische A-Nationalmannschaft sowie sechs Partien für die norwegische B-Nationalmannschaft.